# NGC 2148
NGC 2148 ist eine Spiralgalaxie vom Hubble-Typ Sb im Sternbild Pictor am Südsternhimmel. Sie ist schätzungsweise 445 Millionen Lichtjahre von der Milchstraße entfernt und hat einen Durchmesser von etwa 145.000 Lj.
Das Objekt wurde am 4. Dezember 1834 von John Herschel entdeckt.